# 수지 수
수지 수(Siouxsie Sioux, 1957년 5월 27일 ~ )는 잉글랜드의 싱어송라이터이다. 얼터너티브 록 밴드 수지 앤 더 밴시스의 리드싱어와 음악 듀오 더 크리처스(The Creatures)의 멤버로 유명하다.

## 음반 목록
- Mantaray (2007)